# Austrocidaris pawsoni
Austrocidaris pawsoni is een zee-egel uit de familie Cidaridae.
De wetenschappelijke naam van de soort werd in 1974 gepubliceerd door Donald George McKnight.